# Malaxis densiflora
Malaxis densiflora är en orkidéart som först beskrevs av Achille Richard, och fick sitt nu gällande namn av Carl Ernst Otto Kuntze. Malaxis densiflora ingår i släktet knottblomstersläktet, och familjen orkidéer. Inga underarter finns listade i Catalogue of Life.